# 함대지 미사일

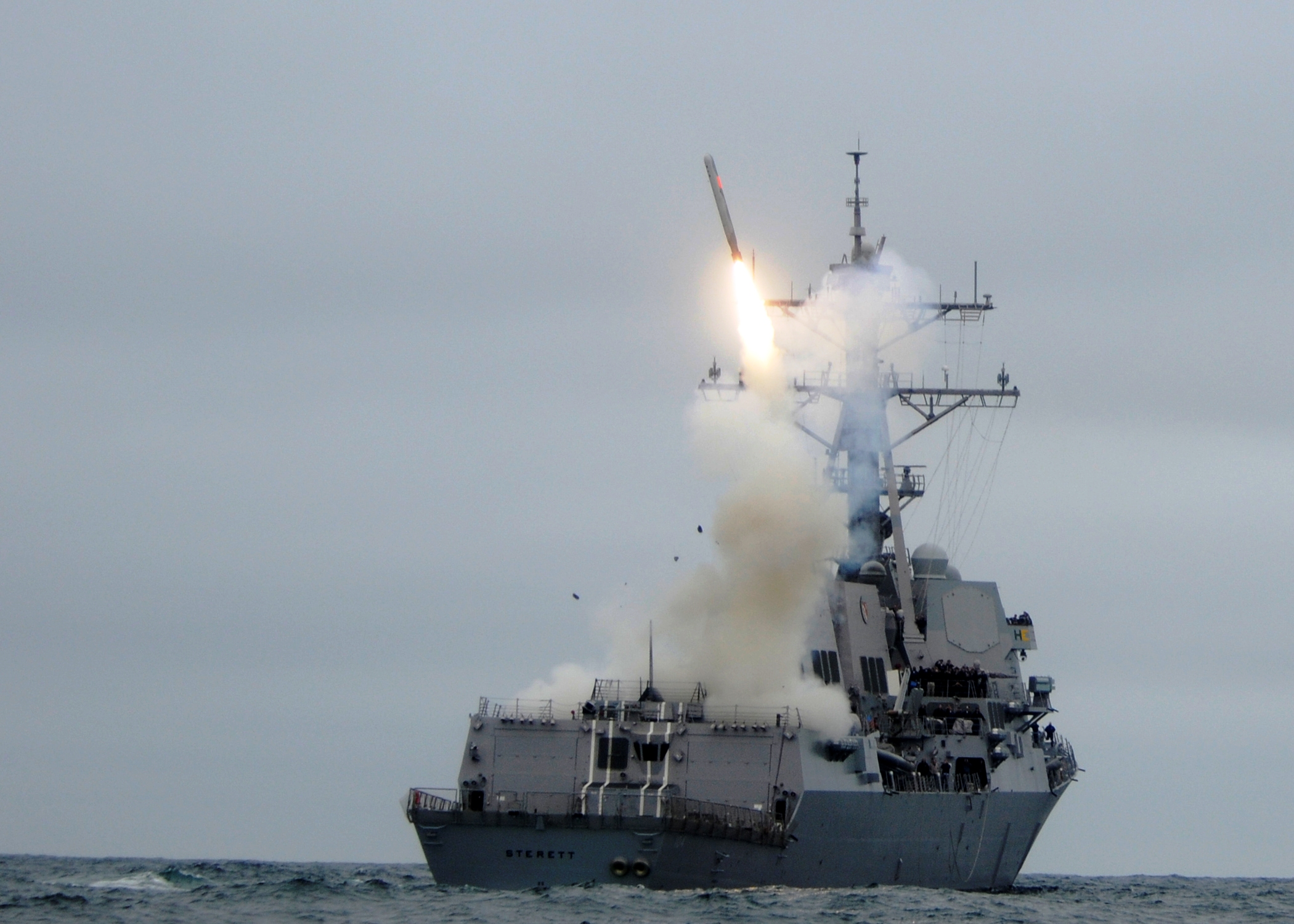
USS 스터렛이 토마호크 미사일을 발사하고 있다.

함대지 미사일(艦對地-, 영어: ship-to-surface missile, SSM / ship-to-ground missile, SGM)은 다른 선박을 공격하는 데 최적화된 특수 대함 미사일과 달리 육상 목표물을 효과적으로 공격할 수 있는 해상 지대지 미사일이다. 일부 이중 역할 미사일은 두 임무 모두에 적합하다.

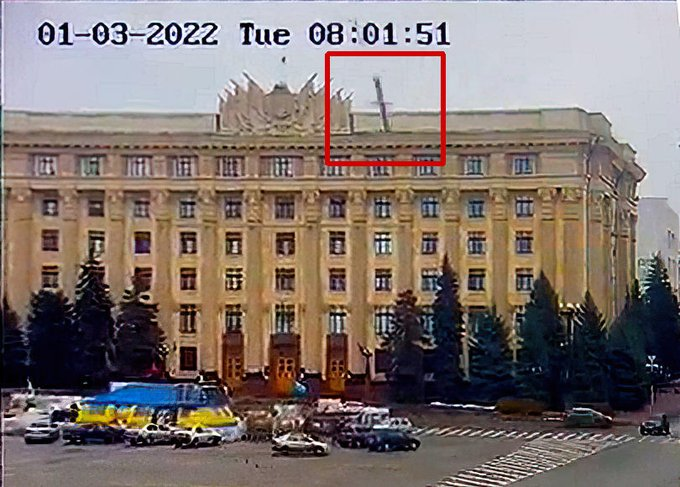
러시아 해군이 발사한 3M14 칼리브르 함대지 미사일이 하르키우의 정부 청사를 타격하고 있다.

장거리 대함 미사일과 마찬가지로 함대지 미사일은 일반적으로 터보제트 또는 터보팬 엔진으로 구동되는 순항 미사일이다. 조기 탐지 및 대응책을 방지하기 위해, 이들은 일반적으로 지상에 매우 낮은 고도로 비행하며, 전파 고도계 또는 GPS와 같은 정밀 항법 시스템을 사용하여 TERCOM과 결합된 장애물 및 지면 고도 데이터의 저장된 지도를 활용하여 지형 추적 기술을 사용한다.
함대지 미사일은 일반적으로 발사 전에 목표물까지 일련의 중간 지점을 따르도록 프로그램된다. 최종 유도는 능동 레이더 유도, 수동 레이더 또는 전자전 지원 장치, 적외선 유도 또는 광학 유도 방식으로 수행될 수 있으며, (고정된) 목표물은 최종 중간 지점으로 미리 지정된다.
일부 미사일은 발사 후 중간 코스 업데이트를 허용하며, 일부는 발사 플랫폼 또는 다른 부대에 정보를 다시 보낼 수도 있다.

## 미사일 목록
| 이름                        | 원산지                | 최대 사거리                            |
| --------------------------- | --------------------- | -------------------------------------- |
| 3M22 지르콘                 | 러시아                | 1,000 킬로미터 (620 mi)                |
| 3M-51 알파                  | 러시아                | 250 킬로미터 (160 mi)                  |
| 3M-54 클럽                  | 러시아                | 4,500 킬로미터 (2,800 mi)              |
| BGM-109 토마호크            | 미국                  | 1,666 킬로미터 (1,035 mi)              |
| 브라모스 순항 미사일        | 인도 / 러시아         | 900 킬로미터 (560 mi) (지상 발사 버전) |
| 브라모스-2                  | 인도 / 러시아         | 1,500 킬로미터 (930 mi)                |
| 니르바이                    | 인도                  | 1,500 킬로미터 (930 mi)                |
| CJ-10                       | 중화인민공화국        | 1,500 킬로미터 (930 mi)                |
| CJ-100                      | 중화인민공화국        | 2,000–3,000 킬로미터 (1,200–1,900 mi)  |
| 헤르메스 (미사일)           | 러시아                | 100 킬로미터 (62 mi)                   |
| HN-3                        | 중화인민공화국        | 3,000 킬로미터 (1,900 mi)              |
| 현무-3                      | 대한민국              | 1,500 킬로미터 (930 mi) (현무-3C)      |
| 극초음속 공기흡입 무기 개념 | 미국                  | >560 킬로미터 (350 mi)                 |
| 슝펑 ⅡE                     | 중화민국              | >1,200 킬로미터 (750 mi)               |
| 슝펑 III                    | 중화민국              | 1,500 킬로미터 (930 mi)                |
| 오토맷 Mk/2E                | 이탈리아              | 360 킬로미터 (220 mi)                  |
| Kh-59                       | 러시아                | 550 킬로미터 (340 mi)                  |
| 합동타격미사일              | 노르웨이 / 미국       | 555 킬로미터 (345 mi)                  |
| MAS                         | 브라질 / 아랍에미리트 | TBA (개발 중)                          |
| MdCN                        | 프랑스                | 1,400 킬로미터 (870 mi)                |
| P-800 오닉스                | 러시아                | 800 킬로미터 (500 mi)                  |
| RBS15                       | 스웨덴                | >300 킬로미터 (190 mi)                 |
| RK-55 / S-10                | 러시아                | 3,000 킬로미터 (1,900 mi)              |
| 완젠                        | 중화민국              | 300 킬로미터 (190 mi)                  |
| YJ-12                       | 중화인민공화국        | 546 킬로미터 (339 mi)                  |
| YJ-18                       | 중화인민공화국        | 540 킬로미터 (340 mi)                  |
| C-602                       | 중화인민공화국        | 400 킬로미터 (250 mi)                  |
| 윈펑                        | 중화민국              | 2,000 킬로미터 (1,200 mi)              |

## 같이 보기
- 지대함유도탄
- 함대공유도탄
- 공대함유도탄